# Меринг (Мозель)
Меринг (нем. Mehring) — община в Германии, в земле Рейнланд-Пфальц.
Входит в состав района Трир-Саарбург. Подчиняется управлению Швайх. Население составляет 2236 человек (на 31 декабря 2010 года). Занимает площадь 22,37 км².

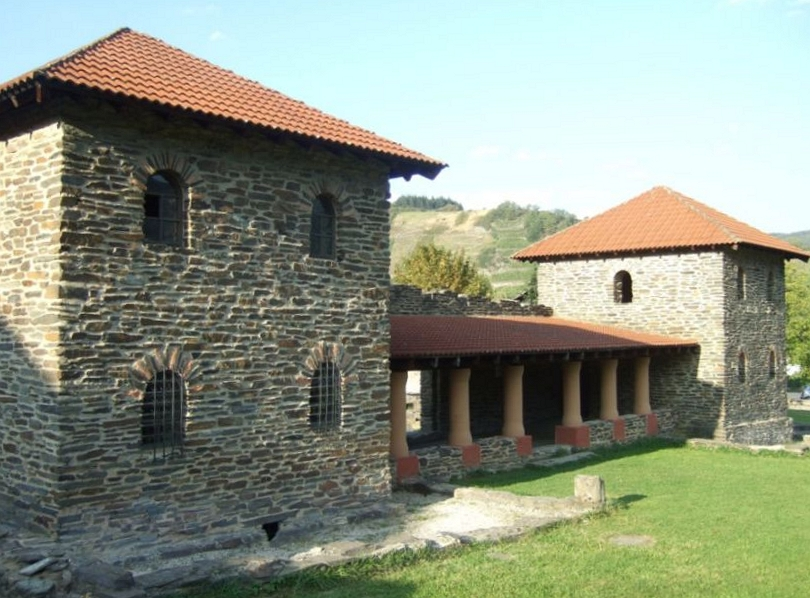
Rekonstruktion Römische Villa

## Города-партнёры
- Линтер Бельгия